# Kinh tế Litva
Kinh tế của Litva là nền kinh tế lớn nhất trong số ba quốc gia Baltic. Litva là thành viên của Liên minh châu Âu và GDP bình quân đầu người là cao nhất trong các quốc gia Baltic. Litva thuộc nhóm các quốc gia phát triển con người rất cao và là thành viên của WTO và OECD.
Litva là quốc gia đầu tiên tuyên bố độc lập khỏi Liên Xô vào năm 1990 và nhanh chóng chuyển từ kế hoạch tập trung sang nền kinh tế thị trường, thực hiện nhiều cải cách tự do. Quốc gia này được hưởng tốc độ tăng trưởng cao sau khi gia nhập Liên minh châu Âu cùng với các quốc gia Baltic khác, dẫn đến khái niệm về một con hổ Baltic. Nền kinh tế (GDP) của Litva đã tăng hơn 500% kể từ khi giành lại độc lập vào năm 1990. Một nửa lực lượng lao động ở các nước Baltic - 3,3 triệu người sống ở Litva - 1,4 triệu.
Tăng trưởng GDP của Litva đạt đến đỉnh điểm vào năm 2008 và đang tiến gần đến mức tương tự một lần nữa vào năm 2018. Tương tự như các quốc gia vùng Baltic khác, nền kinh tế Litva đã phải chịu một cuộc suy thoái sâu sắc vào năm 2009, với GDP giảm gần 15%. Sau suy thoái kinh tế nghiêm trọng, nền kinh tế của đất nước bắt đầu có dấu hiệu phục hồi vào quý 3 năm 2009, trở lại tăng trưởng trong năm 2010 với kết quả 1,3% tăng trưởng thu nhập và với mức tăng trưởng 6,6% trong nửa đầu năm 2011, một trong những nền kinh tế tăng trưởng nhanh nhất trong liên minh châu Âu. Tăng trưởng GDP đã trở lại vào năm 2010, mặc dù với tốc độ chậm hơn so với trước cuộc khủng hoảng. Thành công của việc thuần hóa khủng hoảng được cho là do chính sách thắt lưng buộc bụng của Chính phủ Litva.
Litva có một vị trí tài chính lành mạnh. Ngân sách năm 2017 dẫn đến thặng dư 0,5%, tổng nợ đang ổn định ở mức khoảng 40% GDP. Ngân sách vẫn tích cực trong năm 2017 và dự kiến vào năm 2018.
Litva được xếp hạng thứ 11 trên thế giới về Chỉ số dễ làm kinh doanh do Nhóm Ngân hàng Thế giới chuẩn bị  và thứ 16 trong số 178 quốc gia trong Chỉ số Tự do Kinh tế, được đo lường bởi Quỹ Di sản. Tính trung bình, hơn 95% tổng vốn đầu tư trực tiếp nước ngoài vào Litva đến từ các quốc gia thuộc Liên minh Châu Âu. Thụy Điển trong lịch sử là nhà đầu tư lớn nhất với 20% - 30% tổng số vốn FDI ở Litva. Vốn đầu tư vào Litva tăng đột biến trong năm 2017, đạt số lượng dự án đầu tư vào lĩnh vực xanh cao nhất từng được ghi nhận. Năm 2017, Litva là nước thứ ba, sau Ireland và Singapore theo giá trị công việc trung bình của các dự án đầu tư.
Dựa trên dữ liệu của OECD, Litva nằm trong số 5 quốc gia hàng đầu trên thế giới về trình độ học vấn sau trung học (đại học). Lực lượng lao động có giáo dục đã thu hút đầu tư đặc biệt là trong lĩnh vực CNTT trong những năm qua. Chính phủ Litva và Ngân hàng Litva đã đơn giản hóa các thủ tục để có được giấy phép cho các hoạt động của các tổ chức thanh toán và tiền điện tử. định vị quốc gia là một trong những điểm hấp dẫn nhất đối với các sáng kiến FinTech ở EU.